# Geobra Brandstätter
 (février 2015).
Si vous disposez d'ouvrages ou d'articles de référence ou si vous connaissez des sites web de qualité traitant du thème abordé ici, merci de compléter l'article en donnant les références utiles à sa vérifiabilité et en les liant à la section « Notes et références ».

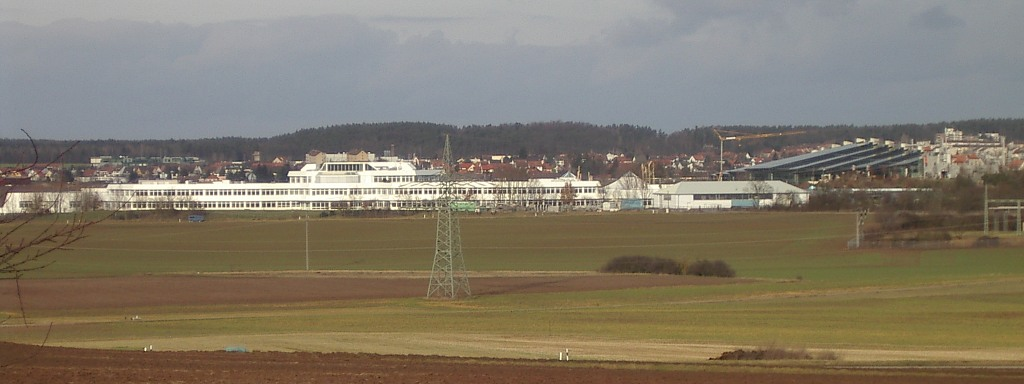
Panorama sur l'entreprise principale de Brandstätter (à gauche) et le Playmobil FunPark (à droite) à Zirndorf.

Brandstätter Groupe (geobra Brandstätter GmbH et co. Le KG) est une entreprise allemande basée à Zirndorf en Bavière. Le groupe est composé des entreprises de jouets Playmobil, Playmobil 1.2.3 Ltd, Inmold Ltd, Hob Electronics Ltd, Hob Components Ltd, HOB Inc, HOB GmbH & Co KG et Hob Software Ltd.
Le Groupe Brandstätter produit exclusivement en Europe.

## Historique
En 1876, Andreas Brandstätter fonde l'entreprise à Fürth en Bavière et produit des installations ornementales et des serrures.
Avant 1921, l'entreprise produisait principalement des jouets métalliques comme des tirelires, des téléphones, des caisses enregistreuses et des balances.
En 1954, la production s'adapte aux plastiques et dans les années suivantes produit des jouets comme l'ensemble de jeu de Multi-travailleur(-ouvrier). La ligne Playmobil de produits a été présentée en 1970 sous Horst Brandstätter et commercialisée dans le monde entier en 1975.
Le 12 janvier 2018, Lars Wagner quitte sa position de responsable de l'innovation numérique et du marketing chez Disney Germany pour la division numérique de Geobra Brandstätter.